# Serguéi Tetiujin
Serguéi Yúrievich Tetiujin (en ruso: Сергей Юрьевич Тетюхин; Bélgorod, Rusia; 23 de septiembre de 1975) es un jugador profesional de voleibol ruso, jugador del Belogori'e Bélgorod. También se le conoce por las transliteraciones inglesa y alemana de su nombre: Tetyukhin y Tetjuchin, respectivamente.

## Trayectoria
Crecido en las juveniles del Belogori'e Bélgorod debuta en primera División de Rusia en 1992 y en las siguientes seis temporadas gana dos veces el campeonato y 4 copas de Rusia. En verano 1999 ficha por dos temporadas por el Pallavolo Parma de Italia antes de regresar al Rusia y dividir su carrera entre el mismo Bélgorod y el VK Zenit Kazán, logrando ganar otros 8 campeonatos, otras 6 copas de Rusia, 4 supercopa de Rusia, la Copa CEV 2008/2009 y el Mundial de clubes 2014 con el Bélgorod y 4 Ligas de campeones (tres con el Bélgorod y una con el Zenit Kazán).
Internacional con la  selección rusa desde 1996, Tetyukhin ha ganado 4 medallas olímpicas la de oro en los  Juegos Olímpicos de Londres 2012, las de plata en los   Juegos Olímpicos de Sídney 2000 y las de bronce en los de  Atenas 2004 y de Pekín 2008.

## Palmarés

### Clubes
- Campeonato de Rusia (10): 1996/1997, 1997/1998, 2001/2002, 2002/2003, 2003/2004, 2004/2005, 2006/2007, 2009/2010, 2010/2011, 2012/2013
- Copa de Rusia (10): 1995, 1996, 1997, 1998, 2003, 2005, 2007, 2009, 2012, 2013
- Supercopa de Rusia (4): 2010, 2011, 2013, 2014
- Champions League (3): 2002/2003, 2003/2004, 2007/2008, 2013/2014
- Copa CEV (1): 2008/2009
- Campeonato Mundial de Clubes (4) : 2014

| Predecesor: Maria Sharápova Londres 2012 | Abanderado de Rusia en los JJ. OO. de verano Río de Janeiro 2016 | Sucesor: Sofya Velikaya Maxim Mikhaylov por Tokio 2020 |